# Minuskel 99
Minuskel 99 (in der Nummerierung nach Gregory-Aland), ε 266 (von Soden) ist eine griechische Minuskelhandschrift des Neuen Testaments auf 22 Pergamentblättern (21,5 × 165 cm). Mittels Paläographie wurde das Manuskript auf das 15. oder 16. Jahrhundert datiert. Es ist nicht vollständig.

## Beschreibung
Die Handschrift enthält den Text des Matthäus- (4,8–5,27; 6,2–15,30) und des Lukasevangeliums (1,1–13). Er wurde einspaltig mit je 21–23 Zeilen geschrieben und ist voll itazistischer Fehler. Die Handschrift enthält Epistula ad Carpianum, Listen der κεφαλαια, κεφαλαια, τιτλοι, Ammonianische Abschnitte, den Eusebischen Kanon, Lektionar-Markierungen und Synaxarion (10. Jahrhundert).

## Text
Der griechische Text des Kodex repräsentiert den byzantinischen Texttyp. Kurt Aland ordnete ihn in Kategorie V ein.

## Geschichte
Die Handschrift wurde durch Christian Friedrich Matthäi kollationiert.
Der Kodex befindet sich in der Universitätsbibliothek Leipzig (Cod. Gr. 8).